# Brad Friedel
Bradley Howard Friedel (* 18. května 1971, Lakewood, Ohio, USA) je bývalý americký profesionální fotbalista a brankář. Více než 10 let reprezentoval USA. Třikrát se zúčastnil mistrovství světa (1994, 1998 a 2002).

## Klubová kariéra
Mezi roky 1990 až 1993 hrál za Bruins, tým spadající pod Kalifornskou univerzitu v Los Angeles. Bruins v roce 1990 vyhráli celoamerickou soutěž, Friedel v semifinále a i ve finále udržel čisté konto.
V roce 1992 obdržel Hermannovu trofej pro nejlepšího amerického univerzitního fotbalistu.
V rámci přípravy na Mistrovství světa 1994, které USA pořádaly, podepsal kontrakt s fotbalovou federací. Po světovém šampionátu odešel hostovat do dánského Brøndby, byť měl původně zájem působit v anglickém Newcastle United.
V září 1995 se jeho novým zaměstnavatelem stal turecký klub Galatasaray. Za ten chytal přibližně rok.
V ročníku 1996/1997 byl zpět v USA, chytajíc za tým Columbus Crew. Roku 1997 jej zvolili nejlepším brankářem severoamerické Major League Soccer.
Do mužstva týmu Blackburn Rovers zamířil jakožto volný hráč 3. listopadu 2000. Zde se stal jedním z předních gólmanů anglické ligy.
Přivedl jej trenér Graeme Souness, který se s ním setkal během angažmá v Turecku.
V sezóně 2001/02 mužstvu vychytal Ligový pohár a po vyhraném finále proti Spurs (2:1) byl jmenován mužem zápasu.
V sezóně 2002/03 byl zvolen nejlepším hráčem Blackburnu,
v sezóně 2003/04 dokonce vstřelil branku. Proti Charltonu ve 26. kole vyrovnal v závěru zápasu na 2:2, když si naběhl na rohový kop a nohou přesně trefil odražený balón po střele Paula Gallaghera.
Charlton ale zásluhou Clause Jensena ještě stačil otočit na konečných 3:2.
V červenci 2008 přestoupil 37letý Friedel z Blackburnu do Aston Villy za údajnou částku 2 milionů liber.
V listopadu 2008 zlomil rekord Premier League, když nastoupil k 167. utkání v řadě a tento počet se zastavil až na čísle 228 na konci sezóny 2009/10. Překonal tedy rekord Davida Jamese.
V únoru 2011 se v utkání proti Manchesteru United stal nejstarším hráčem v soutěžním zápase v dějinách Aston Villy ve věku 39 let a 259 dní.
Začátkem června 2011 se upsal Tottenhamu Hotspur, se kterým podepsal dvouletou smlouvu.
Jeho konkurencí byli další dva zkušení gólmani Heurelho Gomes a Carlo Cudicini. V ročníku 2011/12 odchytal všech 38 utkání v Premier League.
Po sezóně 2014/15 ukončil kariéru.

## Reprezentační kariéra
Na Copa América v roce 1995 pomohl Američanům ke čtvrtému místu. Ve čtvrtfinálovém penaltovém rozstřelu proti Mexiku chytil dvě penalty.

### MS 2002
Trenér Bruce Arena nominoval Friedela na Mistrovství světa 2002. V úvodním utkání obdržel dva góly, Spojené státy přesto zaskočily favorizované Portugalsko a vyhráli 3:2.
Po remíze 1:1 s domácí Jižní Koreou, spolupořadatelskou zemí, se USA střetly s Polskem. Američané s Evropany prohráli 1:3, Friedel v 76. minutě chytil penaltu Macieje Żurawskiho za stavu 0:3, už druhou na šampionátu.
V osmifinále jej žádný z fotbalistů Mexika nepřekonal a USA vyhrálo 2:0.
Proti Německu padl během 90 minut jediný gól, který dopravil Michael Ballack za Friedelova záda.

Cesta do čtvrtfinále se stala nejlepším výsledkem Američanů na světovém šampionátu od jejich prvního představení roku 1930.